# Dubbelbanddwergtiran
De dubbelbanddwergtiran (Lophotriccus vitiosus) is een zangvogel uit de familie Tyrannidae (tirannen).

## Verspreiding en leefgebied
Deze soort komt voor in het Amazonegebied en telt vier ondersoorten:
- L. v. affinis: zuidoostelijk Colombia, oostelijk Ecuador, noordoostelijk Peru en noordwestelijk Brazilië.
- L. v. guianensis: de Guyana's en noordoostelijk Brazilië.
- L. v. vitiosus: oostelijk Peru.
- L. v. congener: amazonisch westelijk Brazilië.

## Status
De grootte van de populatie is niet gekwantificeerd maar de soort wordt omschreven als vrij algemeen. Op de Rode lijst van de IUCN heeft deze soort de status niet bedreigd.